# The Object of My Affection
The Object of My Affection (Mucho más que amigos, en España, y Objeto de mi afecto, en Hispanoamérica) es una película de comedia romántica de 1998, adaptada del libro del mismo título por Stephen McCauley, y protagonizada por Jennifer Aniston y Paul Rudd. La historia trata de una mujer embarazada que es trabajadora social quien desarrolla sentimientos por su mejor amigo gay, y las complicaciones que se derivan. La película fue dirigida por Nicholas Hytner y su guion escrito por Wendy Wasserstein.
La película fue filmada en 1997 en varias localizaciones alrededor de Nueva York, Nueva Jersey y Connecticut.

## Trama
La trabajadora social Nina Borowski (Jennifer Aniston) es una brillante mujer joven en un apartamento acogedor en Brooklyn. Nina asiste a una fiesta dada por su hermanastra Constance (Allison Janney) y su esposo, Sidney (Alan Alda). Allí, Nina conoce a George Hanson (Paul Rudd), un joven gay y maestro de primer grado. Nina le dice a George que su hermanastra trata constantemente de arreglarle citas con alguien de la alta sociedad, ignorando completamente el hecho de que Nina tiene un novio, Vince (John Pankow). Durante la conversación, Nina ofrece a George una habitación en su apartamento ya que escucha de su novio, el Doctor Robert Joley (Tim Daly), que George está buscando un lugar donde vivir.
George, sin saber sobre los planes de Robert, reacciona sorprendido y triste. Después de la fiesta, se separan. George acepta la oferta de Nina y se muda a su apartamento. 
Los dos pronto se convierten en mejores amigos; ven películas juntos y van a bailes de salón. Todo transcurre perfectamente hasta que Nina anuncia que está embarazada. Vince (el padre del bebé) quiere casarse con ella, pero su cuidado constante vuelve loca a Nina. Ella lo deja y pide ayuda a George para criar a su hijo. Por un tiempo, viven juntos en su apartamento en Brooklyn.
Todo es perfecto de nuevo hasta que Nina descubre que su amor por George crece cada día, especialmente después que él le dice que tenía una novia en la escuela secundaria, lo que lleva a Nina a creer que quizás puede cambiar. 
Una tarde, George y Nina están a punto de tener sexo cuando George recibe una llamada de Robert que le dice que lo ha extrañado y que lo invita para salir el fin de semana.
George reacciona confundido, pero acepta. Nina se siente amenazada y se pone celosa. George y Robert no regresan, pero George conoce a Paul James (Amo Gulinello), un joven actor, y los dos se enamoran y tienen sexo. Mientras tanto, Nina se queda con Constance en una mansión de vacaciones y está muy temperamental. Pasa horriblemente su periodo de descanso y decide regresar y preguntarle a George sí él regresará también. Ella es asaltada cuando regresa a la ciudad. La lleva a su casa un policía amable, Louis (Kevin Carroll). Nina y George deciden invitar a Paul y Rodney, para Día de Acción de Gracias. 
Paul se queda y tiene sexo con George, resultando en una disputa entre George y Nina.
Al día siguiente, comienzan a discutir de nuevo en la boda del hermano de George. Nina explica plenamente lo que siente hacia George. Él, quien ama a Nina como su mejor amiga, le dice que quiere estar con Paul. Unas horas después, Nina da a luz a una hermosa niña a quien nombra Molly. Vince la visita en el hospital, estático, pero, poco después de llegar, él se va para llenar papeleo, dejando solos a Nina y George con Molly. Nina le pregunta a George sí planea mudarse, a lo que él responde que no sabe. 
Ella le pide que, por favor, se mude de su apartamento antes de que llegue a su casa del hospital, diciendo que le dolería demasiado sí él se quedase mucho más sabiendo que él no la ama. 
El final de la película toma lugar en la escuela de George ocho años después, en que todos los personajes van a ver a Molly en una producción musical que George ha dirigido. Nina está ahora en una relación con Louis, y George está con Paul, ambos felices. La película termina cuando Nina, George y la joven Molly (Sarah Hyland) (que se refiere a George como "Tío George") caminan juntos por la acera, mano a mano, en su camino para tomar un café.

## Elenco
- Jennifer Aniston como Nina Borowski.
- Paul Rudd como George Hanson.
- John Pankow como Vince McBride.
- Allison Janney como Constance Miller.
- Alan Alda como Sidney Miller.
- Tim Daly como Dr. Robert Joley.
- Steve Zahn como Frank Hanson.
- Nigel Hawthorne como Rodney Fraser.
- Gabriel Macht como Steve Casillo.
- Sarah Hyland como Molly.
- Hayden Panettiere como Mermaid.
- Liam Aiken como Nathan.
- Amo Gulinello como Paul James.
- Bruce Altman como Dr. Goldstein
- Kevin Carroll como Louis.
- Samia Shoaib como Suni.
- Audra McDonald como cantante en la boda.
- Paz de la Huerta como Sally de 13 años de edad.

## Lanzamiento

### Taquilla
The Object of My Affection fue lanzada en los cines de Estados Unidos el 17 de abril de 1998, y obtuvo $9 725 855 dólares en su primer fin de semana, llegando al número dos en las taquillas de 1890 cines, con un promedio de $5146 por teatro. La película llegó a recaudar $29 187 243 sólo en los Estados Unidos, en un lapso de cinco fines de semana. La película continuó en países europeos a través del otoño e invierno en 1998, y recaudó en última instancia $17 718 646 fuera de los Estados Unidos.

### Recepción de la crítica
La reacción de los críticos de la película fue mixta. Roger Ebert le dio a la película dos estrellas, diciendo, "The Object of My Affection lidia con algunos problemas reales y tiene escenas que funcionan, pero puedes ver las ruedas de la trama girando tan claramente que dudas sí los personajes tienen tanta libertad para actuar por su cuenta." Ruthe Stein de San Francisco Chronicle dijo que la película "aborda ocasionalmente ser demasiado inteligente. Pero eso es una sutileza pequeña sobre una película que acierta mucho."
La película tiene actualmente una calificación del 50 % en el sitio crítico del cine Rotten Tomatoes.com.